# ساوکینو
ساوکینو (به لاتین: Savkino) یک منطقهٔ مسکونی در روسیه است که در باشقیرستان واقع شده‌است.